# M2 (лёгкий танк)
M2 (англ. light tank M2) — лёгкий танк армии США 1930-х годов. Малосерийно выпускался с 1935 по 1942 год, прежде чем был заменён более совершенным лёгким танком M3 «Стюарт», созданным на его базе. Производителем М2 — М2А3 являлся Rock Island Arsenal. 

## Модификации
- M2A1 (1935).
  - Пулемёт .50 BMG в одиночной башне. Произведено в 1935 году 10 единиц (Т2Е1 — № 1, М2А1 №№ 2—10, регистрационные номера USA W 30101—30109).
- M2A2 (1935), получил название "Мэй Уэст".
  - Двойная башня. Произведено с 1935 по 1937 год 239 единиц; регистрационные номера танков 1936-37 годов выпуска были в диапазоне USA W 30120—30369.
- M2A3 (1938).
  - Двойная башня. Более толстая броня, улучшенная ходовая часть. Произведено в 1938 году 72 единицы (№№ 250—321, USA W 30370—30441).
- M2A4 (1940).
  - Одиночная башня с 37-мм пушкой. Усиленная броня. Произведено с 1940 по 1942 год 375 единиц. 265 танков выпущены American Car & Foundry Company, последние 10 изготовлены на Baldwin Locomotive Works.

| Год   | 1     | 2     | 3     | 4     | 5     | 6     | 7     | 8     | 9     | 10    | 11    | 12    | Всего |
| ----- | ----- | ----- | ----- | ----- | ----- | ----- | ----- | ----- | ----- | ----- | ----- | ----- | ----- |
| 1940  |       |       |       |       | 45    | 45    | 41    | 48    | 46    | 68    | 51    | 26    | 325   |
| 1941  | 3     | 22    | 15    |       |       |       |       |       |       |       |       |       | 40    |
| 1942  |       |       |       | 10    |       |       |       |       |       |       |       |       | 10    |
| Всего | Всего | Всего | Всего | Всего | Всего | Всего | Всего | Всего | Всего | Всего | Всего | Всего | 375   |

## Боевое использование
В модификациях M2A1, M2A2 и M2A3 лёгкий танк M2 использовался исключительно для тренировок личного состава.
50 машин позднейшей модификации M2A4 были приписаны к 1-му танковому батальону Корпуса Морской пехоты США, и приняли участие в боях за Гуадалканал с августа 1942 по февраль 1943 года.
Также, в начале 1941 года было подписано соглашение о поставке 100 танков M2A4 в британскую армию, однако после поступления первых 36 машин договор был пересмотрен в пользу закупки более совершенных M3 Stuart. Существуют свидетельства того, что все 36 британских M2A4 в составе 2-го королевского танкового полка и 7-го королевского гусарского полка ("7'th Queen's hussars") использовались в ходе боевых действий в Северной Африке, а также в боях с японской армией на территории Индии и Бирмы.

## Фотографии M2А4
- M2A4
- M2A4, март 1942
- M2A4 в Англии